# Mantella expectata
Mantella expectata és una espècie de granota de la família dels mantèl·lids endèmica de Madagascar.
Es troba en perill d'extinció per la pèrdua del seu hàbitat natural.